# NGC 6456
NGC 6456 (również PGC 60729) – galaktyka eliptyczna (E), znajdująca się w gwiazdozbiorze Smoka. Odkrył ją Lewis A. Swift 25 września 1886 roku.
W galaktyce tej zaobserwowano supernową SN 2014bm.